# Albania na Letnich Igrzyskach Paraolimpijskich 2012
Albanię na Letnich Igrzyskach Paraolimpijskich w Londynie reprezentował 1 zawodnik. Dla reprezentacji Albanii był to pierwszy start w igrzyskach paraolimpijskich.

## Kadra

### Kolarstwo
Mężczyźni
- Haki Doku